# جزایر بولشیه پشنیه
جزایر بولشیه پشنیه گروهی از دو جزیره کوچک در دریای کاسپین است. این جزایر در ۷ کیلومتری ساحل و ۱۵ کیلومتری جنوب‌شرقی ناحیه پشنوی قرار دارد. 
دو جزیره ۲.۵ کیلومتر از یکدیگر فاصله دارند. جزیره شمالی ۲ کیلومتر درازا و ۰.۷ کیلومتر پهنا دارد. جزیره جنوبی هلالی‌شکل است و ۳.۲ کیلومتر درازا و ۴۰۰ متر پهنا دارد. 
جزایر بولشیه پشنیه از نظر اداری متعلق به استان آتیراو در قزاقستان است.